# Project No.9
project No.9, Inc. (株式会社project No.9, Kabushiki-gaisha Purojekuto Nanbā Nain, litt. « projet No 9 ») est une entreprise et un studio d'animation japonaise fondé en février 2009.

## Productions

### Séries télévisées
| Année | Titre                                                       | Dates de 1re diffusion | Dates de 1re diffusion | Nb. éps.   | Notes |
| Année | Titre                                                       | Début                  | Fin                    | Nb. éps.   | Notes |
| ----- | ----------------------------------------------------------- | ---------------------- | ---------------------- | ---------- | --- |
| 2011  | Ro-Kyu-Bu!                                                  | 1er juillet 2011       | 23 septembre 2011      | 12         | Basée sur la série de light novel écrite par Sagu Aoyama et illustrée par Tinkle ;coproduite avec Studio Blanc. (ja). |
| 2013  | Ro-Kyu-Bu! SS                                               | 5 juillet 2013         | 27 septembre 2013      | 12         | Seconde saison de l'adaptation des light novel éponymes.                                                              |
| 2014  | Saikin, imōto no yōsu ga chotto okashiin da ga. (ja)        | 4 janvier 2014         | 23 mars 2014           | 12         | Basée sur le manga éponyme de Mari Matsuzawa.                                                                         |
| 2014  | Momo Kyun Sword (ja)                                        | 9 juillet 2014         | 24 septembre 2014      | 12         | Basée sur la série de light novel éponyme de Kibidango Project ;coproduite avec Tri-Slash.                            |
| 2016  | Shōjotachi wa kōya o mezasu (ja)                            | 7 janvier 2016         | 24 mars 2016           | 12         | Basée sur le visual novel du même nom développé et édité par Minato Soft.                                             |
| 2016  | Netoge no yome wa onna no ko janai to omotta?               | 7 avril 2016           | 23 juin 2016           | 12         | Basée sur la série de light novel écrite par Shibai Kineko et illustrée par Hisasi.                                   |
| 2017  | Kenka banchō otome: Girl Beats Boys (ja)                    | 12 avril 2017          | 28 juin 2017           | 12         | Basée sur le jeu vidéo développé par Red Entertainment et édité par Spike Chunsoft ; coproduite avec A-Real.          |
| 2017  | Chronos Ruler (zh)                                          | 8 juillet 2017         | 30 septembre 2017      | 13         | Basée sur le manhua éponyme de JeaPon.                                                                                |
| 2017  | Tenshi no 3P! (ja)                                          | 10 juillet 2017        | 25 septembre 2017      | 12         | Basée sur la série de light novel écrite par Sagu Aoyama et illustrée par Tinkle.                                     |
| 2018  | Ryūō no oshigoto!                                           | 8 janvier 2018         | 26 mars 2018           | 12         | Basée sur la série de light novel écrite par Shirow Shiratori et illustrée par Shirabi.                               |
| 2018  | Yume ōkoku to nemureru 100-nin no ōji-sama (ja)             | 5 juillet 2018         | 20 septembre 2018      | 12         | Basée sur le jeu vidéo éponyme développé et édité par GCrest.                                                         |
| 2019  | Mini Toji (ja)                                              | 6 janvier 2019         | 17 mars 2019           | 11         | Série dérivée de Toji no miko (ja).                                                                                   |
| 2019  | Pastel Memories (ja)                                        | 8 janvier 2019         | 26 mars 2019           | 12         | Basée sur le jeu vidéo éponyme développé et édité par FuRyu.                                                          |
| 2019  | Chōjin kōkōsei-tachi wa isekai demo yoyū de ikinuku yōdesu! | 3 octobre 2019         | 19 décembre 2019       | 12         | Basée sur la série de light novel écrite par Riku Misora et illustrée par Sacraneco.                                  |
| 2019  | Watashi, nōryoku wa heikinchi de tte itta yo ne!            | 7 octobre 2019         | 23 décembre 2019       | 12         | Basée sur la série de light novel écrite par FUNA et illustrée par Itsuki Akata.                                      |
| 2020  | Shironeko Project: Zero Chronicle (en)                      | 6 avril 2020           | 22 juin 2020           | 12         | Basée sur le jeu mobile Shironeko Projet.                                                                             |
| 2020  | Dokyū hentai HxEros                                         | 4 juillet 2020         | 26 septembre 2020      | 12         | Basée sur le manga de Ryōma Kitada.                                                                                   |
| 2021  | Jaku-Chara Tomozaki-kun                                     | 8 janvier 2020         | en cours               | 12         | Basée sur la série de light novel écrite par Yūki Yaku et illustrée par Fly.                                          |
| 2021  | Hige o soru. Soshite joshi kōsei o hirou.                   | À venir                | À venir                | À annoncer | Basée sur la série de light novel écrite par Shimesaba et illustrée par booota.                                       |

### OAV
| Année | Titre                                                | Date(s) de sortie                  | Notes                                                                                                   |
| ----- | ---------------------------------------------------- | ---------------------------------- | --- |
| 2013  | Ro-Kyu-Bu!: Tomoka no ichigo Sunday                  | 20 juin 2013                       | Publié avec une édition limitée du jeu vidéo Ro-Kyu-Bu! Himitsu no otoshimono sur PlayStation Portable. |
| 2014  | Saikin, imōto no yōsu ga chotto okashiin da ga. (ja) | 30 juin 2014                       | Épisode non diffusé à la télévision car présence de contenu trop osé.                                   |
| 2016  | Shōjotachi wa kōya o mezasu (ja)                     | 25 mars 2016                       | Publié avec une édition limitée du visual novel éponyme.                                                |
| 2020  | Toji no miko: Kizamishi issen no tomoshibi (ja)      | 25 octobre 2020 — 29 novembre 2020 | 2 épisodes basés sur le jeu mobile de la franchise Toji no miko (ja).                                   |
| 2020  | Dokyū hentai HxEros                                  | 4 novembre 2020 — 4 mars 2020      | 2 épisodes chacun publié avec les éditions spéciales 11e et 12e volume manga de Ryōma Kitada,.          |

### Jeu vidéo
| Année | Titre                                         | Notes                                      |
| ----- | --------------------------------------------- | ------------------------------------------ |
| 2014  | To Love-Ru -Trouble- Darkness: Battle Ecstasy | Production des illustrations d'événements. |

### Drama
| Année | Titre                       | Notes                                                  |
| ----- | --------------------------- | ------------------------------------------------------ |
| 2010  | Manpuku shōjo Dragonet (ja) | Production de l'animation du générique d'introduction. |